# Quarta Internacional (pós-reunificação)
A Quarta Internacional (pós-reunificação) também conhecida como  Secretariado Unificado da Quarta Internacional (SU-QI) é a organização surgida na reunificação da Quarta Internacional no Congresso Mundial de 1963. A cisão ocorrera em 1953, em torno da tática apropriada para o período pós Segunda Guerra. No Congresso de 1951, a maioria dos delegados aprovou a proposta defendida por um de seus principais dirigentes, Michel Pablo, segundo a qual as seções da IV Internacional deveriam realizar entrismo nos partidos Comunistas, Socialdemocratas e Nacionalistas-anti-imperialistas. Essa tática, que ficou conhecida como Entrismo sui generis foi defendida como uma forma de aproximar as seções da IV, ao movimento real de massas, além de um prognóstico de que os chamados Estados operários burocratizados (URSS e Leste Europeu, etc.) e o stalinismo, iriam "inevitavelmente" a uma guerra contra o imperialismo norte-americano, retomando assim o caráter revolucionário que haviam perdido a partir da política do "socialismo em um só país".
Em 1953, um número considerável de dirigentes (como James Patrick Cannon, Pierre Lambert e Moreno) abandonam a Internacional, apoiados pela maioria das seções australianas, inglesas, chinesas, francesas (PCI), neozelandesas, suíças, americanas (SWP) e argentina (PST, que depois se tornaria o Movimiento al Socialismo - MAS). Formam então o Comitê Internacional da Quarta Internacional (CI).
A maioria da IV Internacional mantém o Secretariado Internacional (SI), enquanto instância de direção da Internacional, que se unificará em 1963 ao Comitê Internacional (CI) para formar o Secretariado Unificado da Quarta Internacional (SU ou SU-QI).
Durante os dez anos seguintes a divisão de 1953 da Quarta Internacional, a maioria dos dois setores desenvolveram posições semelhantes para os principais problemas internacionais: oposição ao stalinismo durante as crises de 1956 na Polônia e Hungria, o apoio à Guerra de Independência Argelina e a Revolução Cubana de 1959. Ao mesmo tempo, partes do Secretariado Internacional (SI) rejeitaram a orientação de Pablo sobre os Partidos Comunistas. Em 1960, seções da CI-QI e SI-QI se reunificam no Chile, Índia e Japão. Em 1962, a convergência política entre as maiorias dos dois setores era suficientemente forte para que o SI-QI e CI-QI estabelecessem um Comitê Paritário para preparar um Congresso Mundial conjunto. Esse congresso almejava a reunificação da Quarta Internacional.
No entanto, alguns grupos dos dois setores não apoiaram a movimentação em direção a reunificação. No processo do Congresso de 1961 os apoiadores do argentino Juan R Posadas, a liderança do Secretariado Latino-americano, entraram em desacordo com os apoiadores de Michel Pablo sobre a ênfase da revolução anticolonial: a maioria do SI-QI enfatizava o desenvolvimento das atividades na Europa. Além de Posadas e Pablo desenvolveram diferentes reações nas disputas no stalinismo: Posadas tendeu para o lado de Mao Tsé-Tung, enquanto Pablo se aproximava de Khrushchov e Tito.
Um processo semelhante ocorreu no CI-QI. Em 1961 se dividiu politicamente, o Partido Comunista Internacionalista (PCI) na França e a Social Labour League (SLL) na Inglaterra argumentaram que um Estado Operário não havia sido criado em Cuba, o que os colocava em oposição ao SWP americano e outras organizações no CI-QI. Em 1963, a divisão era também organizativa. Cada lado realizou um congresso  que se reivindicou ser a maioria do CI-QI. Por um lado, as seções australianas, chinesas e neozelandezas (incluindo Nahuel Moreno) participaram do Congresso com o SWP e aprovaram a participação no Congresso de Reunificação. Por outro lado, O PCI de Pierre Lambert e o SLL de Gerry Healy convocaram uma “Conferencia Internacional dos Trotskistas” para continuarem o trabalho do CI-QI sob sua própria liderança.

## Sétimo Congresso Mundial: a reunificação
Em junho de 1963, o Congresso de Reunificação (sétimo) em Roma, congregou a ampla maioria das fileiras trotskistas. Dentre os grupos do CI-QI e SI-QI, somente o PCI, SLL e os seguidores de Posadas se recusaram a participar. O Congresso elegeu uma nova liderança que incluiu Ernest Mandel, Pierre Frank, Livio Maitan e Joseph Hansen.
Este também adotou uma resolução estratégica elaborada por Mandel e Hansen, “Dinâmicas da Revolução Permanente Hoje”, que se tornou o documento de referência para o Secretariado Unificado durante as décadas seguintes. Este argumentava que “as três formas da Revolução Mundial”: a Revolução anticolonial, a Revolução política nos Estados operários burocratizados e a Revolução proletária nos países capitalistas, formavam uma unidade dialética. Cada forma influencia as outras e recebe, por outro lado, poderosos incentivos ou freios ao seu próprio desenvolvimento. Refletindo sobre a Revolução Cubana, que se produziu sem um partido revolucionário, se concluiu que “a fraqueza do inimigo em países atrasados abriu a possibilidade de chegar ao poder com um exército autônomo às massas”. Esta visão foi reforçada no ano seguinte, na resolução do Secretariado Unificado “O Caráter do Governo Argelino” elaborada por Joseph Hansen.
O Congresso de Reunificação também adotou uma resolução sobre “O Conflito Chinês-Soviético e a situação na URSS e nos demais Estados operários”. A resolução apontou o declínio da autoridade do Kremlim tanto no interior dos Partidos Comunistas como entre o movimento anti-imperialista, como os de Cuba e Argélia. Este caracterizou a “desestalinização” como uma liberalização defensiva da Burocracia. A divisão Chinesa-Soviética era vista como reflexo “das diferentes necessidades das burocracias chefiadas por duas lideranças. (…). A busca de acordo, e acima de tudo um acordo global,  com o Imperialismo entra em contradição com a busca dos dirigentes chineses por mais ajuda e melhores defesas contra a forte pressão do imperialismo.” A Tendência de Pablo havia construído uma conclusão mais otimista dos impactos da “desestalinização”. Esta apresentou uma contra-resolução, mas recebeu apenas o apoio de uma pequena minoria. Esta rompe publicamente com a internacional um ano mais tarde, seguida por Pablo.

## Após 1963
Uma nova saída se registrou em 1964, quando a única organização de massas na Internacional, o Lanka Sama Samaja Party (LSSP) do Ceilão, foi expulso após aderir a um governo de coalização naquele país. Em 1960, o SI-QI já havia criticado fortemente a tática parlamentarista do LSSP, que por sua vez não participou do Congresso de 1961, porém se fazendo representar no Congresso de 1963 por Edmund Samarakkody.

## Oitavo Congresso Mundial (1965)
No Oitavo Congresso Mundial, realizado em Dezembro de 1965 na Montanha Taunus na Alemanha, Samarakkody foi delegado novamente por uma nova seção no Ceilão, o LSSP (R), formado por uma tendência “ortodoxa” no LSSP. Sessenta delegados compareceram ao Congresso, que apontou um crescimento na radicalização dos estudantes e da juventude. A principal resolução “A Situação Internacional e as Tarefas dos Marxistas Revolucionários” enfatizou a solidariedade de suas seções com os embates anti-imperialistas, como no do Vietnã, e a intervenção na radicalização da juventude e na crise no comunismo internacional. Outras resoluções importantes foram adotadas sobre a “África”, “Europa Oriental” e aprofundou o debate sobre a “ruptura Soviético-Chinesa”.
Este Congresso reconheceu dois grupos simpatizantes na Inglaterra. Um deles, a Revolutionary Socialist League, opôs-se ao que ele considerou uma forma acrítica de apoio da Internacional com os movimentos de libertação anticolonial. E considerou como antidemocrática a decisão da Internacional dar reconhecimento oficial a um segundo grupo, considerado rival. Logo após deixou a Internacional, fazendo com que o “International Group” se tornasse a seção britânica.

## Nono Congresso Mundial (1969)
A Internacional cresceu substancialmente nos anos 60, assim como a maioria dos grupos de esquerda. O Nono Congresso Mundial realizado em abril de 1969 na Itália reuniu cem delegados e observadores de 30 países, incluindo novas seções na Irlanda, Luxemburgo e Suécia e outras reconstruídas na França, México, Espanha e Suíça. O Congresso adotou uma resolução principal sobre a profunda “radicalização da juventude”. Ao longo dos anos seguintes, suas seções continuaram a crescer principalmente por meio da campanhaa de oposição à Guerra do Vietnã, assim como da radicalização dos estudantes e da juventude.
De 1969 a 1976, A Internacional é sacudida por um debate caloroso sobre a importância das “guerrilhas” na América Latina e demais continentes. Em 1969, o Congresso adotou uma posição favorável às táticas de guerrilhas em casos precisos, apesar da oposição de um dos dirigentes da Internacional, o Chinês Peng Shuzi e de seu texto “Retorno ao Trotskismo”.
Entretanto, a questão do apoio à guerrilhas, defendida por Livio Maitan gerará uma divisão no seio do SU-IV Internacional, desse modo surgem a Tendência Leninista Trotskista (TLT), minoritária e contrária à formação de guerrilhas e a Tendência Majoritária Internacional (TMI). Da TLT participavam o SWP e o Partido Revolucionário dos Trabalhadores (La Verdad) (PRT-LV), liderado por Nahuel Moreno, que, em 1972, passaria a se denominar como Partido Socialista dos Trabalhadores, da Argentina. Na Argentina ocorre uma cisão dos trotskista e surge o Partido Revolucionário dos Trabalhadores (El Combatiente) (PRT-EC), liderado por Mário Roberto Santucho que, em 1970, formará o Exército Revolucionário do Povo (ERP).

## Décimo Congresso Mundial (1974)
Em fevereiro de 1974, os votos no Décimo Congresso Mundial foram muito divididos (45/55) sobre a questão da luta armada, com uma grande oposição minoritária à utilização generalizada das guerrilhas na América Latina. De fato a “Tendência leninista trotskista” (sustentada principalmente pelo SWP Americano e várias outras seções) teve êxito no convencimento de uma parte da Internacional de que a orientação do congresso anterior, favorável às táticas de guerrilha, foi um erro.
Este Congresso de 1974 registrou também um aumento considerável de seus participantes, com organizações vindas de 41 países. Segundo Pierre Frank, “aproximadamente 250 delegados de 41 países diferentes participaram (no Congresso), representando 48 seções da Internacional e de organizações simpatizantes. Comparado ao Congresso anterior, a força numérica da Quarta Internacional foi dez vezes superior” No período do Décimo-primeiro Congresso, um novo nível de unidade parecia ter se desenvolvido na Internacional.

## Décimo Primeiro Congresso Mundial (1979)
Realiza-se em novembro de 1979 e reúne 200 delegados de 48 países. O Décimo Primeiro Congresso Mundial reflete o ascenso revolucionário mundial em declive nos últimos anos. Nenhuma nova seção é reconhecida mas se registrou um nítido aumento dos efetivos na Espanha, México, Colômbia e França. Várias resoluções sobre a situação mundial são adotadas majoritariamente: “A América Latina”, “A situação das mulheres” e “Europa Oriental”. O Congresso Mundial orienta que suas seções deveriam operar um “giro operário”, e inicia uma discussão sobre o lugar do pluralismo na “democracia socialista”  que continuará até 1985. Convida-se o “Worker Socialiste League” da Inglaterra para contribuir no Congresso, uma relação que começa e se efetiva em 1987 com a entrada do “International Socialist Group” (sucessor do WSP) na Internacional.
O debate mais controverso que antecedeu o Congresso tratou da revolução na Nicarágua. A maioria da Internacional defendeu que a Frente Simon Bolivar deveria se desarmar, e manter sua própria organização, ou estabelecer construção de uma seção armada no interior do FSLN. A Frente não se desarma e é expulsa pela Frente Sandinista de Libertação Nacional. A posição da maioria da IV Internacional, foi considerada uma subordinação da internacional à direção sandinista pela Fração Bolchevique, liderada por Moreno. Na leitura da FB, o Congresso recusara apoiar os militantes de sua própria organização que haviam sido presos - e alguns, inclusive, torturados - pelo governo nicaraguense. Duas correntes internacionais, a Tendência Lênin-Trotsky (TLT) e a Fração Bolchevique (FB) não participam do Congresso e se retiram da Quarta Internacional para tentar uma unificação com o Comitê de Reconstrução da Quarta Internacional (CORQUI). Este comitê paritário que pretendia "reconstruir a IV Internacional" foi rompido em 1981, devido às críticas de Moreno ao apoio da OCI (dirigida por Lambert) ao governo, de François Miterrand. Em janeiro de 1982, os morenistas formavam sua própria versão da Quarta Internacional a Liga Internacional dos Trabalhadores (LIT-QI).

## Décimo Segundo Congresso Mundial (1982)
Em maio de 1982, a Quarta Internacional inicia um debate importante em vista do Décimo Segundo Congresso Mundial. De fato, o período anterior ao Congresso coincide com uma crise profunda no SWP Americano. Os dirigentes do SWP desenvolveram um desacordo profundo com a Internacional e se retiraram progressivamente de sua direção. Em 1982 o Bureau Político do SWP rejeita a teoria da “revolução permanente” um elemento central das teorias trotskistas. O Partido tenderá a se aproximar cada vez mais do “castrismo” (apoio incondicional à Cuba e às táticas guerrilheiras). As mudanças no SWP Americano serão uma discussão central do Congresso. Eles sairão oficialmente da Internacional em 1990 seguido pelo SWP Australiano, cujas razões da saída eram idênticas. Após a retirada do SWP Americano, a Internacional foi incentivada a publicar a Revista Marxista Internacional (RMI) em 1982 e o Imprecor em 1983 (RMI será fundida com o Imprecor em 1995). A Internacional deu suporte à criação do "Instituto Internacional de Pesquisa e Formação” (IIRE), ativo até os dias de hoje.
Mais de 200 delegados e observadores participaram no Décimo Segundo Congresso Mundial em janeiro de 1985. As principais resoluções foram adotas por uma maioria expressiva dos delegados. Novas seções foram reconhecidas no Brasil (Democracia Socialista), no Uruguai, no Equador, no Senegal e na Islândia, assim como um grande número de seções simpatizantes, aumentando o número de países integrantes da Internacional para 50. Uma resolução importante é adotada sobre “A Ditadura do Proletariado e a Democracia Socialista”, sistematizando uma discussão do Congresso Mundial de 1979.

## Décimo Terceiro Congresso Mundial (1991)
O Décimo Terceiro Congresso Mundial, em fevereiro de 1991, foi um dos mais ambiciosos, impulsionado pelos eventos recentes que mudaram a correlação de forças a nível mundial. Suas resoluções abordam a “Nova Ordem Mundial”, a integração do Bloco Oriental à economia capitalista, o feminismo e a crise da esquerda latino-americana. As resoluções apontam para um retrocesso na luta anticapitalista, levando em consideração as derrotas na América Central, a contra-revolução no Bloco Oriental e no enfraquecimento do movimento operário. O Congresso rejeita maciçamente uma contra-resolução proposta pela tendência sustentada por militantes do “International Socialist Group” (Inglaterra) e da Liga Comunista Revolucionária (França). Segundo esta Tendência, a crise do Imperialismo iria se acelerar nos anos seguintes.
Um debate se desenvolveu sobre uma resolução: “Ecologia e Revolução Socialista”, provisoriamente adotada para ser definitivamente ratificada no Décimo Quarto Congresso. Foi aprovado também linhas gerais de um manifesto programático, intitulado “Socialismo ou Barbárie no seio no limiar do Século XXI”, que será aprofundado em janeiro de 1992 quando do encontro do Comitê Executivo Internacional. Ao final, uma nova seção foi reconhecida no Sri Lanka, o Nava Sama Samaja Pakshaya, aumentando assim notadamente os efetivos da Internacional.

## Décimo Quarto Congresso Mundial (1995)
De forma global, o período depois de 1991 foi muito desfavorável aos marxistas. O Décimo Quarto Congresso Mundial de junho de 1995, realizado em Rimini na Itália, tratou essencialmente da queda definitiva da URSS e do realinhamento dos partidos comunistas e do movimento internacional dos trabalhadores. O Congresso foi acompanhado por 150 participantes de 34 países: delegados de outros nove países não puderam comparecer. As resoluções mais importantes são apoiadas por 5/6 dos delegados presentes. As resoluções enfatizam a falência da social-democracia e as oportunidades de reagrupamentos políticos. Uma tendência minoritária se forma no congresso pelo “International Socialist Group” (Inglaterra) e Socialist Action (Estados Unidos), que defende a construção das seções da Quarta Internacional para além destes reagrupamentos.
As resoluções do Congresso adotam uma política que incentiva um realinhamento e reorganização da esquerda, que incorporasse assim outros partidos que alegam estar inseridos na luta de classe, como o “Partido da Refundação Comunista” na Itália, “Esquerda Unida” na Bélgica, “Partido Africano pela Democracia e o Socialismo” no Senegal e o Partido dos Trabalhadores no Brasil, que enviaram todos representantes para o Congresso da Internacional. Este Congresso foi também o momento de uma reunificação, sobretudo simbólica, entre a pequena tendência de Michel Pablo e a Internacional que eles haviam deixado em 1964 (a tendência) e em 1965 (Pablo). Michel Pablo e Ernest Mandel, ambos morreram pouco tempo depois.

## Décimo Quinto  Congresso Mundial (2003)
Em fevereiro de 2003, quando o Décimo Quinto Congresso Mundial foi realizado na Bélgica, uma transformação substancial havia ocorrido numa parte da Internacional. Em muitos países, seções da Internacional tinham se reorganizado enquanto tendências de partidos mais amplos, enquanto a Internacional tinha estabelecido relações amigáveis com um conjunto de outras tendências internacionais. As resoluções do Congresso foram debatidas por mais de 200 participantes incluindo delegações das seções, de grupos simpatizantes e observadores permanentes da Alemanha, Argentina, Áustria, Austrália, Bélgica, Brasil, Canadá (anglófono e francófono), Dinamarca, Equador, Espanha, França, Grécia, Países Baixos, Hong Kong, Índia, Inglaterra, Itália, Irlanda, Filipinas, Japão, Líbano, Luxemburgo, Martinica, Marrocos, México, Noruega, País Basco, Polônia, Portugal, Porto Rico, Sri Lanka, Suíça, Suécia, Uruguai e Estados Unidos.
O Décimo Quinto Congresso adotou novos estatutos que transferiram os poderes do Secretariado Unificado para duas novas instâncias da Quarta Internacional: um Comitê Internacional (CI), que se encontra duas vezes por anos e um Bureau Executivo como centro ativo de coordenação.

## Décimo Sexto Congresso Mundial (2010)
A Internacional iniciou em março de 2008 a preparação do seu Décimo Sexto Congresso Mundial, que aconteceu na Bélgica em 2010. A agenda do congresso foi precedida das dicussões na reunião de 2009 do Comitê Internacional :
- A situação política mundial. De acordo com a Internacional, o desenvolvimento de resistências contra o neoliberalismo, e portanto de uma das formas que o capitalismo se apresenta, sugerem novas tarefas para os revolucionários;
- A construção de partidos anticapitalistas amplos. As seções da Quarta Internacional têm diferentes experiências desta tática;
- A mudança climática e o movimento ecológico. A campanha sobre as mudanças climáticas é uma das prioridades da Internacional e provoca ainda debates construtivos em seu seio. Notadamente sobre as novas formas de poluição, os interesses econômicos que estão em jogo, as soluções possíveis e a abordagem dos ecologistas não revolucionários;
- A Estratégia Revolucionária na América Latina

De acordo com Alan Thornett, liderança da seção inglesa, "Existiram mais de 200 delegados, observadores e convidados de aproximadamente 40 países, incluindo representantes da organização francesa Lutte Ouvrière, a venezuelana Marea Socialista, e do NPA francês. Delegados vindos "da Austrália ao Canada, Argentina à Rússia, China à Inglaterra, e Congo aos Estados Unidos." O Congresso teve uma participação especialmente forte da Ásia, incluindo a nova seção russa Vpered, o Partidos dos Trabalhadores do Paquistão (Labour Party Pakistan), a seção reunificada do Japão e uma organização em Hong Kong.

## A IV Internacional no Brasil
Na história recente do trotskismo no Brasil, em 1985, a IV Internacional reconheceu a Democracia Socialista (DS), uma corrente interna do Partido dos Trabalhadores, como sua seção brasileira. Ao longo dos anos, a DS se tornou uma das principais seções da Quarta Internacional, principalmente na política de participação em partidos mais amplos.
Em 2002, a Internacional tinha fortes dúvidas da participação de um dirigente brasileiro no Governo de Lula, explicada em seguida: “existia avaliações diversas, no interior da Internacional, assim como entre vocês. Mas uma vez que a Democracia Socialista tomou a decisão de participar, sem mascarar nossas dúvidas e reservas, respeitamos a sua escolha e procuramos contribuir ao invés de por empecilhos. Assim, esforçamo-nos em convencer aos camaradas de nossas próprias seções que a questão de participar num governo, deveria estar subordinada à orientação geral de um governo. Infelizmente, não havia suspense nesta orientação. Durou até a nomeação de Meirelles e Palocci e as primeiras medidas anunciaram muito depressa a cor deste governo.”
Com o tempo, a Internacional se torna ainda mais crítica sobre o papel da sua seção brasileira no Governo Lula “Os setores (da esquerda do PT) tentam mobilizar as suas bases para o próximo congresso do partido em dezembro e planejam participar ativamente na campanha eleitoral de PT em 2006. Mas o preço a pagar para permanecer no PT nestas condições é pesado: apoiar o Governo, compartilhar o mesmo partido que dirigentes acusados de corrupção, ser solidário de uma das políticas neoliberais de maiores consequências  para a América Latina (…) Reivindicar posições anticapitalistas e apoiar Lula… enquanto haverá uma candidata Heloísa Helena (integrante do PSOL, na época, parte da corrente da nova seção da Quarta Internacional no Brasil) que defenderá uma série de posições radicais contra o Capitalismo Liberal? Como apoiar Lula contra Heloísa para centenas de militantes da DS?”.
Desde 2005, todas as relações com a Internacional foram rompidas pela Democracia Socialista, que não é mais considerada a seção brasileira. Uma parte da DS, que se opôs à participação no Governo, romperam e participam do Partido Socialismo e Liberdade (PSOL) e constituíram uma corrente com outros agrupamentos, o Enlace, na qual participavam os militantes identificados com a Quarta Internacional.
Em 2013 o Enlace fundiu-se com as também correntes do PSOL, Coletivo Luta Vermelha e Coletivo Socialismo e Liberdade, originada de uma cisão do PSTU em 2003. As três tendências formaram a corrente Insurgência, que é seção do Secretariado Unificado no Brasil. Da divisão da Insurgência, em 2016, surgiram as organizações Subverta, Comuna e Comunismo e Liberdade, que se mantiveram com status de seção, juntamente ao grupo que manteve o nome Insurgência. Com a dissolução do Comunismo e Liberdade em 2019, restam como seções a Insurgência, Subverta e Comuna, além do Movimento Esquerda Socialista (MES) e da Resistência, seção simpatizante, todas tendências internas do PSOL.
No Brasil, outra tendência do PSOL, o Movimento Esquerda Socialista, de tradição teórica morenista — advinda da Corrente Socialista dos Trabalhadores (que faz parte da UIT-QI), também do PSOL, que por sua vez, advém da histórica e extinta, também trotkista e morenista, Convergência Socialista, do PT —, participa também do Secretariado Unificado.
O Coletivo Resistência Socialista (racha do antigo Coletivo Socialismo e Liberdade), também do PSOL, se funde a outras correntes e coletivos menores do partido, sendo eles o Coletivo Transição, Nova Práxis, Movimento ao Socialismo e o Reage Socialista, este último dos vereadores psolistas de Niterói, Paulo Eduardo Gomes e Renatinho, para fundar o NÓS - Nova Organização Socialista que, por sua vez, se funde com outras organizações e forma, em 2018, a Resistência (tendência do PSOL e simpatizante do SU-QI).